# Karl-Peter Winters
Karl-Peter Winters (* 7. September 1944 in Wesel) ist ein deutscher Jurist, Ministerialrat a. D. und ehemaliger Verlagsmanager.

## Leben
Karl-Peter Winters legte 1964 in Wesel das Abitur ab. Im Anschluss an das Studium der Jurisprudenz in Marburg und Münster war er wissenschaftlicher Assistent bei Herbert Wiedemann an der Universität zu Köln. Im Jahr 1976 wurde er Regierungsrat und innerhalb von fünf Jahren zum Ministerialrat im Bundesministerium des Innern befördert.
Winters, der zum Schluss Leiter des Referates Analysen und Information, Öffentlichkeitsarbeit sowie als Ghostwriter für Bundesinnenminister Gerhart Baum tätig war, wechselte 1981 als Hauptgeschäftsführer zum Deutschen Anwaltsverein und übernahm einige Jahre später auch beim Deutschen Anwaltverlag die Position des Geschäftsführers. Die Wochenzeitung Die Zeit bezeichnete Winters daraufhin als „Wundertier, das den vielseitigen Versorgungsansprüchen eines Beamtenlebens ganz ade sagt.“
Anschließend ging er 1990 als weiterer Geschäftsführer zum juristischen Fachverlag Dr. Otto Schmidt, wo er nach einiger Zeit alleiniger Geschäftsführer und persönlich haftender Gesellschafter wurde. Mit Verweis auf dessen vorherige Laufbahn bezeichnete Die Zeit Winters anlässlich dieses Wechsels als Mitglied „der äußerst seltenen Spezies von Juristen, die ihre sichere Beamtenkarriere mit den Risiken der freien Wirtschaft eingetauscht haben.“ Später wurde er auch Geschäftsführer des RWS Verlags, einer 50 %-Beteiligung des Verlags Dr. Otto Schmidt. Zur Jahresmitte 2010 schied Winters aus beiden Geschäftsführungen aus.
Anfang 2012 gründete er Winters Legal, eine u. a. auf verlagsnahe Dienstleistungen und Beratung spezialisierte Gesellschaft. Anfang 2016 wurde im Handelsregister die Liquidation der Gesellschaft veröffentlicht.

## Sonstiges
Winters engagierte sich ab 1996 im Börsenverein des Deutschen Buchhandels in zahlreichen Gremien und war ab 2006 für sechs Jahre Vorsitzender des Verlegerausschusses. Von 2007 bis 2012 gehörte er dem Stiftungsrat für den Friedenspreis des Deutschen Buchhandels an und entschied mit über die Wahl der Preisträger.
Im Jahr 2004 verlieh ihm die Rechtswissenschaftliche Fakultät der Universität Köln die Ehrendoktorwürde.
Anfang 2008 wurde Winters in den Aufsichtsrat der Deutschen Verrechnungsstelle AG berufen, wo er zwischenzeitlich auch den Vorsitz innehatte.
Darüber hinaus ist er Mitglied im Medienausschuss der Industrie- und Handelskammer zu Köln.

## Publikationen (Auswahl)
- 100 Jahre Verlag Dr. Otto Schmidt, Verlag Dr. Otto Schmidt, Köln, 2005.
- Der Rechtsanwaltsmarkt, Verlag Dr. Otto Schmidt, Köln, 1990.